# Pica (Cile)
Pica è un comune del Cile, situato nella Provincia del Tamarugal della Regione di Tarapacá. Al censimento del 2002 possedeva una popolazione di 6.178 abitanti.
Il comune fu fondato nel 1540 circa con il nome di San Andrés de Pica.

## Società

### Evoluzione demografica
| Censimento del 1992 | Censimento del 2002 |
| 2.512 ab.           | 6.178 ab.           |